# 比利·塞莱斯基
布拉戈亚·"比利"·塞莱斯基（Blagoja Celeski，1985年7月14日—），是一名马其顿裔澳洲足球运动员。

## 俱乐部生涯
2014年2月24日，塞莱斯基加盟中国足球超级联赛球队辽宁宏运。5月29日，辽宁宏运宣布提前解约塞莱斯基和队友阿特约姆·菲利波斯扬。

## 国家队生涯
2008年，塞莱斯基曾代表澳大利亚国奥队参加2008年夏季奧林匹克運動會足球比賽。2009年1月28日，他在2011年亚洲杯足球赛外围赛对阵印度尼西亚的比赛替补汤姆·庞德利亚克出场，首次代表澳大利亚国家队亮相。